# Ewa Aulin
Ewa Birgitta Aulin, född 13 februari 1950 i Landskrona, är en svensk skådespelare. Hon var verksam 1965–1973, främst i Italien. Hon blev Miss Teen International 1966. Hennes mest kända roll är huvudrollen i filmen Candy (1968), i vilken hon spelar mot bland andra Marlon Brando, Richard Burton, Walter Matthau, James Coburn, John Huston och Ringo Starr.
Hennes svärson är italiens förre premiärminister Giuseppe Conte som lever tillsammans med hennes dotter Olivia.

## Filmografi i urval
- 1965 – Djävulens instrument (kortfilm)
- 1967 – Den djävulska
- 1968 – Döden lägger ägg
- 1968 – Candy
- 1970 – Vackert, brorsan!